# Tiroler Landesregierung
Die Tiroler Landesregierung ist nach der Tiroler Landesordnung (Landesverfassung) das oberste Organ der Vollziehung des Landes Tirol. Sie ist das oberste Organ des Landes Tirol als Träger von Privatrechten, verwaltet das Landesvermögen und vertritt das Land Tirol als Träger von Privatrechten. Sitz der Landesregierung ist die Landeshauptstadt Innsbruck. Die Vergabe der Regierungsposten erfolgte bis 1999 durch das Proporzsystem, seitdem werden die Sitze in der Landesregierung im Zuge von freien Koalitionsverhandlungen bestimmt.
Sitz der Regierung ist das Neue Landhaus am Eduard-Wallnöfer-Platz 3 (Amt der Tiroler Landesregierung). Das Gebäude steht unter Denkmalschutz.

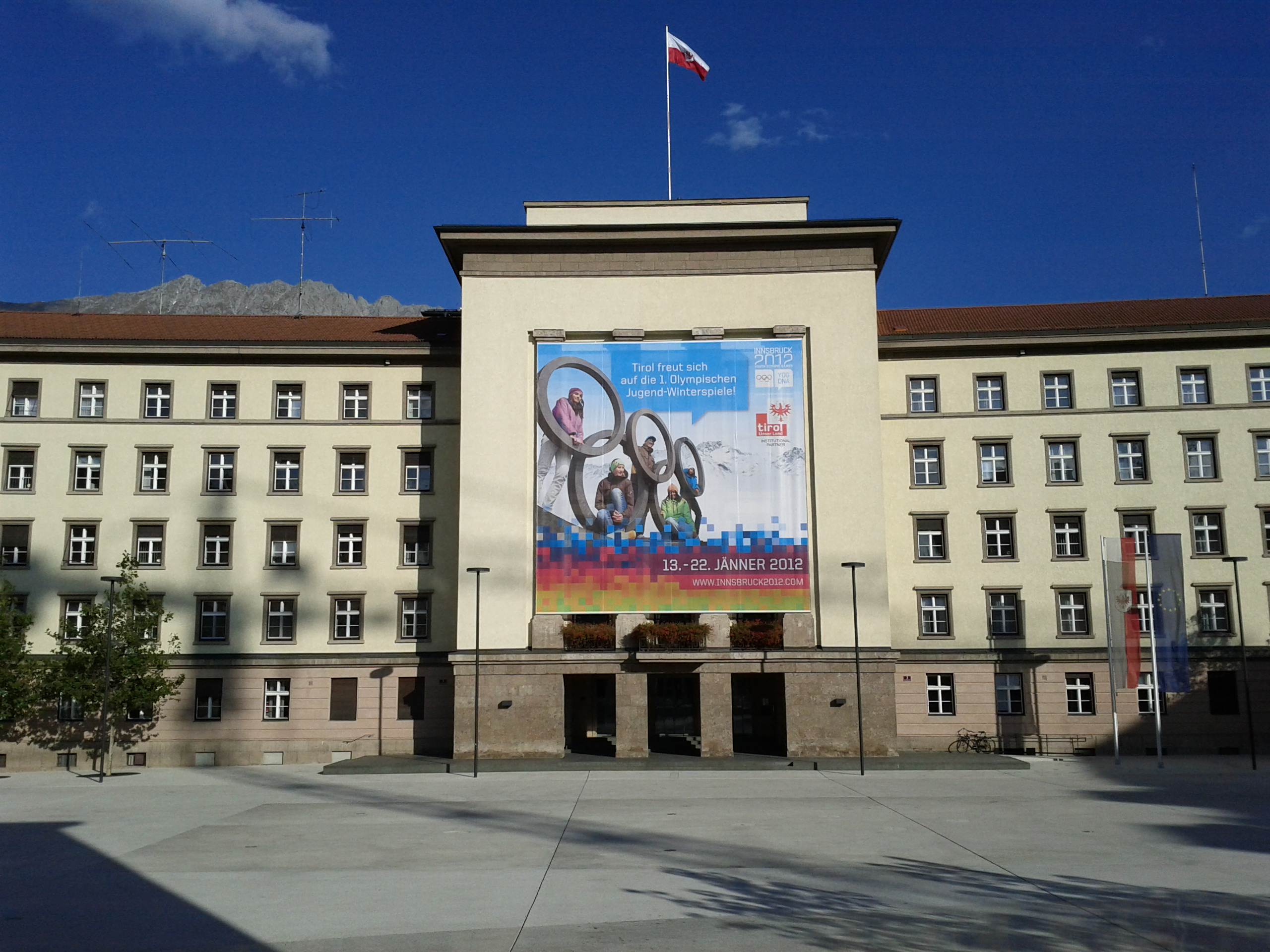
Neues Landhaus Innsbruck

## Mitglieder
Die Landesregierung besteht aus fünf bis acht Mitgliedern. Sie setzt sich aus dem Landeshauptmann, dem ersten und dem zweiten Landeshauptmannstellvertreter sowie mindestens zwei und höchstens fünf weiteren Mitgliedern (Landesräten) zusammen.

### Voraussetzungen
Die Regierungsmitglieder müssen selbst zum Landtag wählbar sein, diesem aber nicht angehören. Mitglieder der Landesregierung ist zudem die gleichzeitige Ausübung eines Nationalrats- oder Bundesratsmandats untersagt. Zudem dürfen sie nicht Mitglied der Bundesregierung, Präsident oder Vizepräsident des Landtages, Bürgermeister oder sonstiges Mitglied eines Gemeindevorstandes (Stadtsenates) oder Obmann oder Mitglied des Ausschusses eines Gemeindeverbandes sein. In der Regel legen die Mitglieder der Landesregierung zudem ihr Landtagsmandat für die Dauer ihrer Zugehörigkeit zur Landesregierung zurück.

### Vertretung der Mitglieder der Landesregierung
Liegt eine Verhinderung des Landeshauptmanns vor oder ist dieser vorzeitig aus dem Amt geschieden, so wird er vom ersten Landeshauptmannstellvertreter, oder bei dessen Verhinderung durch den zweiten Landeshauptmannstellvertreter vertreten. Im Falle der Verhinderung beider Landeshauptmannstellvertreter, übernimmt das an Jahren älteste Mitglied der Landesregierung die Vertretung. In Angelegenheiten der mittelbaren Bundesverwaltung und der dem Landeshauptmann übertragenen Verwaltung von Bundesvermögen wird der Landeshauptmann durch das von der Landesregierung bestimmte Mitglied der Landesregierung vertreten. Ist ein anderes Mitglied der Landesregierung verhindert oder vorzeitig aus dem Amt geschieden, wird die Vertretung von einem auf Vorschlag des Landeshauptmanns bestimmten Mitglied der Landesregierung übernommen.

### Amtsdauer
Das Amt der Mitglieder der Landesregierung beginnt mit der Angelobung und endet nach dem Ablauf der Gesetzgebungsperiode. Nach dem Ablauf der Gesetzgebungsperiode führen die Regierungsmitglieder die Geschäfte bis zur Angelobung der neuen Landesregierung weiter. Neben einem freiwilligen, schriftlichen Amtsverzicht bestehen mehrere Möglichkeiten zu einem vorzeitigen Ausscheiden aus dem Amt. Neben der Angelobung in ein dem Ausschluss unterliegenderes Amt (Nationalrat, Bundesrat, Bundesregierung etc.) kann ein Regierungsmitglied durch die Abberufung der Landesregierung durch den Landtag oder ein Misstrauensvotum des Landtags sein Amt einbüßen. Des Weiteren scheidet er vorzeitig aus dem Amt, wenn er die Wählbarkeit zum Landtag verliert oder der Verfassungsgerichtshof dies bestimmt.

## Wahl der Landesregierung

### Wahlvorschlag und Wahl
Die Wahl der Landesregierung erfolgt nach Vorschlag einer der im Landtag vertretenen Wählergruppen. Hierfür muss mehr als die Hälfte der Wählergruppe den Vorschlag unterschrieben haben. Wird ein Vorschlag für die neue Landesregierung von mehreren Wählergruppen eingebracht, so muss dieser mehr als der Hälfte der neugewählten Abgeordneten jeder dieser Wählergruppen unterfertigt sein. Die Landesregierung wird vom Landtag in einem Wahlgang gewählt.

### Angelobung
Nach der Wahl durch den Landtag erfolgt die Angelobung des Landeshauptmanns. Dieser ist verpflichtet, vor dem Antritt des Amtes „in die Hand des Landtagspräsidenten“ die Beachtung der Landesverfassung, der Bundesgesetze und der sonstigen Landesgesetze sowie die gewissenhafte Erfüllung seiner Pflichten zu geloben. Weiters hat der Landeshauptmann die Beachtung der Bundesverfassung „in die Hand des Bundespräsidenten“ zu geloben. Die übrigen Regierungsmitglieder haben in die Hand des Landeshauptmannes die Beachtung der Bundesverfassung und der Landesverfassung, der sonstigen Bundes- und Landesgesetze sowie die gewissenhafte Erfüllung ihrer Pflichten vor dem Landtag zu geloben.

### Nach- und Neuwahlen
Scheidet ein Mitglied der Landesregierung innerhalb der Gesetzgebungsperiode aus, so hat der Landtag unverzüglich die Nachwahl durchzuführen. Die Nachwahl eines Landesrates kann entfallen, wenn dadurch die Mindestzahl der erforderlichen Landesräte nicht unterschritten wird. Scheidet ein Landeshauptmannstellvertreter aus dem Amt so kann eine Nachwahl entfallen, wenn ein Landesrat zu seinem Nachfolger gewählt wird und wiederum die erforderliche Mindestzahl an Landesräten erreicht wird.
Scheidet die gesamte Landesregierung aus dem Amt, so muss umgehend eine Neuwahl erfolgen. Eine Neuwahl der gesamten Landesregierung ist zudem notwendig, wenn der Landeshauptmann auf Grund eines Misstrauensvotums vorzeitig aus dem Amt scheidet oder durch eine Nachwahl oder Wahl eines zusätzlichen Landesrates eine Änderung der vertretenen Wählergruppen in der Landesregierung eingetreten ist.

## Regierungsarbeit

### Regierungsbildung
Die Regierungsbildung erfolgt nach der Landtagswahl, wobei die erstgereihte Person der Landeswahlvorschlags der stimmenstärksten Partei all jene Wählergruppen zu Regierungsverhandlungen einlädt, die Mandate im neugewählten Landtag erhalten haben.

### Geschäftsordnung
Die Geschäftsordnung der Landesregierung wird durch die Landesregierung bestimmt. Die Mitglieder der Landesregierung haben in der Folge ihre Aufgaben nach dieser Geschäftsordnung zu erledigen. Die Geschäftsordnung weist die Angelegenheiten der Landesverwaltung den einzelnen Mitgliedern der Landesregierung zu. Von dieser Geschäftsverteilung sind jedoch die verfassungsgesetzlich dem Landeshauptmann oder der Landesregierung übertragen Angelegenheiten ausgenommen. Durch die Geschäftsordnung kann festgelegt werden, dass einzelne Angelegenheiten der mittelbaren Bundesverwaltung und der dem Landeshauptmann übertragenen Verwaltung von Bundesvermögen wegen ihres sachlichen Zusammenhanges mit Angelegenheiten der Landesverwaltung im Namen des Landeshauptmannes von anderen Mitgliedern der Landesregierung übernommen werden. Im Rahmen dieser Vertretung sind die Mitglieder der Landesregierung an die Weisung des Landeshauptmanns gebunden.

### Beschlussfassung
Die Beschlussfassung in der Landesregierung erfolgt einstimmig. Für einen gültigen Beschluss ist zudem die Anwesenheit von mindestens der Hälfte ihrer Mitglieder der Landesregierung erforderlich. Zudem muss sich der Landeshauptmann oder einer seiner Stellvertreter unter den Abstimmenden befinden. Weiters ist eine Stimmenthaltung zulässig. Bei Dringlichkeit einer Angelegenheit kann die Beschlussfassung auch durch einen Umlaufbeschluss erfolgen.

### Notverordnungsrecht
Zur Abwehr eines „offenkundigen, nicht wieder gutzumachenden Schadens für die Allgemeinheit“ besitzt die Landesregierung ein Notverordnungsrecht. Dieses Notverordnungsrecht kann die Landesregierung für Maßnahmen einsetzten, die verfassungsgesetzlich eines Beschlusses des Landtages bedürfen, wenn dieser nicht rechtzeitig zusammentreten kann oder in seiner Tätigkeit durch höhere Gewalt behindert ist. Die Landesregierung kann die erforderlichen Maßnahmen im Einvernehmen mit dem Notstandsausschuss durch vorläufige gesetzesändernde Verordnungen beschließen.
Hat die Landesregierung Verordnungen per Notverordnungsrecht erlassen, so sind diese Verordnungen unverzüglich dem Landtag vorzulegen. Dieser muss binnen einer Woche zu einer Sitzung einberufen werden. Innerhalb von vier Wochen hat der Landtag die Verordnung mittels eines entsprechenden Gesetzes zu beschließen oder muss die Landesregierung zur Aufhebung der Verordnung aufrufen. In diesem Falle hat die Landesregierung diesem Verlangen sofort nachzukommen.
Ausgenommen vom Notverordnungsrecht sind landesverfassungsrechtlicher Bestimmungen. Zudem dürfen Verordnungen in diesem Zusammenhang „keine dauernde finanzielle Belastung des Landes Tirol, keine Veräußerung von Landesvermögen, keine finanzielle Belastung des Bundes oder der Gemeinden, keine finanziellen Belastungen der Staatsbürger sowie keine Maßnahmen in den Angelegenheiten des Arbeiterrechtes sowie des Arbeiter- und Angestelltenschutzes der land- und forstwirtschaftlichen Arbeiter und Angestellten und in den Angelegenheiten der Kammer für land- und forstwirtschaftliche Arbeiter und Angestellte“ enthalten.

## Elektronische Datenverarbeitung
Mit dem 87. Landesgesetz vom 8. Oktober 1997 wurde die DVT - Daten-Verarbeitung-Tirol GmbH gegründet. Mit gleichem Gesetz wurden der DVT die IT-Aufgaben des Landes umfassend übertragen. Gesellschafter sind zu gleichen Teilen das Land Tirol und dessen Tochter TIWAG. Die Daten-Verarbeitung-Tirol ist somit der IT-Dienstleister des Landes Tirol.

## Tiroler Landesregierungen
| Landeshauptmann      | Kabinett        | Beteiligte Parteien  | Amtszeit  |
| -------------------- | --------------- | -------------------- | --------- |
| Karl Gruber          | Gruber          |                      | 1945      |
| Alfons Weißgatterer  | Weißgatterer I  | ÖVP, SPÖ             | 1945–1949 |
| Alfons Weißgatterer  | Weißgatterer II | ÖVP, SPÖ, WdU        | 1949–1951 |
| Alois Grauß          | Grauß I         | ÖVP, SPÖ, WdU        | 1951–1953 |
| Alois Grauß          | Grauß II        | ÖVP, SPÖ, WdU        | 1953–1957 |
| Hans Tschiggfrey     | Tschiggfrey I   | ÖVP, SPÖ             | 1957–1961 |
| Hans Tschiggfrey     | Tschiggfrey II  | ÖVP, SPÖ             | 1961–1963 |
| Eduard Wallnöfer     | Wallnöfer I     | ÖVP, SPÖ             | 1963–1965 |
| Eduard Wallnöfer     | Wallnöfer II    | ÖVP, SPÖ             | 1965–1970 |
| Eduard Wallnöfer     | Wallnöfer III   | ÖVP, SPÖ             | 1970–1975 |
| Eduard Wallnöfer     | Wallnöfer IV    | ÖVP, SPÖ             | 1975–1979 |
| Eduard Wallnöfer     | Wallnöfer V     | ÖVP, SPÖ             | 1979–1984 |
| Eduard Wallnöfer     | Wallnöfer VI    | ÖVP, SPÖ             | 1984–1987 |
| Alois Partl          | Partl I         | ÖVP, SPÖ             | 1987–1989 |
| Alois Partl          | Partl II        | ÖVP, SPÖ, FPÖ        | 1989–1993 |
| Wendelin Weingartner | Weingartner I   | ÖVP, SPÖ, FPÖ        | 1993–1994 |
| Wendelin Weingartner | Weingartner II  | ÖVP, SPÖ, FPÖ, Grüne | 1994–1999 |
| Wendelin Weingartner | Weingartner III | ÖVP, SPÖ             | 1999–2002 |
| Herwig van Staa      | van Staa I      | ÖVP, SPÖ             | 2002–2003 |
| Herwig van Staa      | van Staa II     | ÖVP, SPÖ             | 2003–2008 |
| Günther Platter      | Platter I       | ÖVP, SPÖ             | 2008–2013 |
| Günther Platter      | Platter II      | ÖVP, Grüne           | 2013–2018 |
| Günther Platter      | Platter III     | ÖVP, Grüne           | 2018–2022 |
| Anton Mattle         | Mattle          | ÖVP, SPÖ             | ab 2022   |